# جيف بولوك
جيف بولوك (بالإنجليزية: Geoff Bullock)‏ هو مغني وعازف بيانو ومغن مؤلف أسترالي، ولد في 6 نوفمبر 1955 في سيدني في أستراليا.

## وصلات خارجية
- الموقع الرسمي
- جيف بولوك على موقع ميوزك برينز (الإنجليزية)
- جيف بولوك على موقع ديسكوغز (الإنجليزية)